# 保華建業集團
保華建業集團有限公司，簡稱保華建業集團，以及保華建業（英語：PAUL Y. ENGINEERING GROUP LIMITED，港交所除牌前0577），於1946年由車炳榮創立，是一家香港已經不存在的國際工程服務公司。已於2025年3月31日被高等法院勒令清盤，其前母公司為德祥企業，業務包括項目管理、建築管理及產業管理，集團有多個部門，包括樓宇建造、土木工程、地基與專項工程及建築材料。在香港、中國及東南亞地區皆有業務。保華建業曾經為藍河控股，以及路易十三集團有限公司股東，持有49%和51%股權。保華建業前主席為詹伯樂和趙雅各工程師，前副主席為劉高原。
保華建業承建的主要工程主要是長江實業發展的物業，包括港鐵調景嶺站（B區）（城中駅）、亞洲電視舊址重建計劃（尚御）、雍雅軒、映灣園、藍澄灣、港景峰、半山壹號、海名軒、鹿茵山莊、海怡半島、嵐山等，其他項目包括油塘的住宅項目、啟德龍譽、香港麗嘉酒店舊址重建計劃（中國建設銀行大廈）、渠務署廠房保養合約、數碼港、信興廣場、匯豐中心、西九文化區、廣深港高速鐵路西九龍總站的地盤平整工程等。
於2011年會計年度，營業額為4.3億港元，除稅及利息前盈利（EBIT）為5,000萬港元。
2011年8月，保華建業宣布與传奇电影公司及華誼兄弟合作，進軍電影市場，保華建業打算以17.2億元購入傳奇娛樂旗下傳奇東方50%股權。保華建業計劃以每股作價0.65港元配售最多31.8億股新股，集資20.7億元。同年12月，保華建業終止配股計劃。
2012年11月，保華建業宣布以總代價20億元向洪永時的兒子洪澤禮收購Falloncroft。Falloncroft於澳門路環持有一幅地皮。
保華建業2013年4月4日召開特別股東大會，通過更改公司名稱為路易十三集團有限公司。
2022年，藍河控股（前身是保華集團）宣佈，以3億港元將約29.75%股權賣給副主席陳佛恩，交易完成後，陳佛恩將佔保華建業超過一半的股權及投票權。
2024年5月，協盛建築集團收購保華地基有限公司，保華地基併入協盛建築，合併後隨即易名「協盛地基有限公司」。
2024年6月，保華建業地盤爆欠薪，但據積金局資料，保華建築暫時沒有拖欠強積金供款，亦無相關投訴。，發展局、房屋署等多個部門人員已舉行會議，由財政司副司長黃偉綸統籌，就如何應對保華未能如約按時完成工程作商討及制定方案。
2024年10月，同集團的保華建築營造有限公司同日亦遭分判商入稟，追討東涌第27區資助出售房屋項目泥井及地渠工程欠款逾328萬元。
2025年1月，集團無法按時支付員工薪金。月中大部分員工被辭退，部份管理層辭職。
2025年2月，集團提出清盤程序，其五間子公司也正式進行清盤程序。集團工會於過年前後已接獲6至7宗涉及該公司的二判求助，涉款逾7,000多萬，坎坷離場。

## 主要承建項目

### 公營房屋
- 龍田邨二期，1995年
- 曉麗苑一期（秀茂坪邨二期），1997年
- 天慈邨二期，1997年
- 翠塘花園，1997年
- 廣明苑，1998年
- 和明苑一期，1999年
- 慈樂邨樂滿及樂合樓（原慈安邨二期），1999年
- 富泰邨二期，2000年
- 天華邨，2000年
- 天悅邨五期，2000年
- 青宏苑，2001年
- 彩明苑二期，2001年
- 油塘邨一期，2001年
- 慈正邨二期，2001年
- 愉翠苑，2001-02年
- 高翔苑（新十字型座別），2002年
- 健明邨二期，2003年
- 觀龍樓一期，2007年
- 石硤尾邨一期，2007年
- 鯉魚門邨一及二期，2002-07年
- 碩門邨一期，2009年
- 牛頭角上邨二、三期，2009年
- 天晴邨三期，2010年
- 東匯邨一期（東頭邨九期），2012年
- 榮昌邨，2013年
- 美盈苑及美柏苑，2017年
- 嘉順苑，2018年
- 雍明苑，2020年
- 裕泰苑，2020年
- 彩福邨三期，2021年
- 皇后山邨二期，2021年
- 昭明苑，2024年
- 樂嶺都匯（未完工即被撤換，由中土工程接手）
- 朗然（未完工即被撤換，由協興建築接手）
- 樂翹軒II（未完工即被撤換）
- 東涌103區居屋（未完工即被撤換，由中土工程接手）
- 新運路居屋（未完工即被撤換，由中土工程接手）

### 私營房屋
- 保華大廈，1963年
- 華景花園，1964年
- 海怡半島三、四期，1994年
- 鹿茵山莊，1998年
- 海名軒，2001年
- 港景峯，2003年
- 藍澄灣，2004-05年
- 映灣園四、五期，2005年
- 貝沙灣一、二、五、六期，2005、2007-08年
- 城中駅，2007年
- 雍雅軒，2007年
- 皇璧，2008年
- 半山壹號，2009年
- 萃峰，2011年
- 尚御，2011年
- 名城二、三期，2011-12年
- 白加道28號，2013年
- 樂融軒，2014年
- 峻瀅，2014年
- 嵐山，2015年
- yoo Residence，2015年
- 雋悅，2015年
- 喜薈，2016年
- 龍譽，2019年
- 曦臺，2020年
- 安峯，2022年

### 商業樓宇及酒店
- 香港希爾頓酒店，1962年
- 友邦大廈，1970年
- 柏寧酒店，1975年
- 香港會所大廈，1985年
- 信興廣場，1996年（與熊谷組、中建二局聯營）
- 保華企業中心，1996年
- 信達大廈（中國建設銀行總行），1997年
- 中環中心，1998年
- 匯豐中心，1998年
- 英皇道625號，1998年
- 長江集團中心，1999年
- 數碼港，2003年
- 海灣軒，2006年
- 新濠鋒，2007年
- 城東誌，2008年
- 九龍珀麗酒店，2010年
- 唯港薈，2011年
- 中國建設銀行大廈，2012年
- 珀麗尚品酒店，2015年
- 新濠影匯，2015年
- 十三酒店，2016年
- 南豐紗廠改建，2018年

### 教育、文康及公共設施
- 上海猶太人總會改建工程，1940年代末
- 律政中心（舊中區政府合署），1957年
- 石壁水塘（部分合約），1963年
- 西貢至北港輸水隧道，1984年
- 香港理工大學重建3B期，1990年
- 香港藝術館，1991年
- 赤柱污水處理廠，1995年（Spie Batugnolles-保華聯營）
- 金巴崙長老會耀道小學，2000年（綑綁於天悅邨五期合約內）
- 喇沙小學重建，2002年
- 香港華人基督教聯會真道書院中學部，2003年（綑綁於健明邨三期合約內）
- 西島中學擴建，2003年
- 聖公會油塘基顯小學及中華基督教會基法小學（油塘），2005年
- 堅尼地城游泳池，2011-16年
- 旺角大球場翻修，2011年
- 保良局西區婦女福利會馮李佩瑤小學及順德聯誼總會李金小學，2011年
- 香港大學香港賽馬會跨學科研究大樓，2011年
- 沙田崇真中學及聖母無玷聖心學校，2011-12年（綑綁於名城二、三期合約內）
- 屯門西北游泳池，2012年
- 法國國際學校將軍澳校舍，2018年
- 芝加哥大學布斯商學院，2018年
- 將軍澳政府合署，2025年（安保-保華聯營）
- 瑪麗醫院重建1期，2025年（安保-保華聯營）
- 將軍澳第67區聯用綜合大樓，2028年（安保-保華聯營）

### 交通基建
- 上海龙华机场擴建，1946年
- 海運大廈，1966年
- 荔枝角大橋，1968年
- 紅磡海底隧道，1972年
- 荃灣路二期，1985年
- 港鐵鑽石山站，1979年
- 港鐵彩虹站，1979年
- 港鐵何東樓車廠南廠，1982年
- 港鐵炮台山站，1985年
- 港鐵北角站附近隧道，1985年
- 港鐵鰂魚涌站，1985年
- 汀九橋，1998年（汀九聯營）
- 超級一號貨站，1998年（金門-保華聯營）
- 港鐵調景嶺站，2002年（保華-中鐵聯營）
- 港鐵八鄉車廠東廠，2017年
- 中九龍幹線啟德交匯處，2025年（愛銘-保華聯營）
- 港鐵東涌東站，預計2029年（保華-中國鐵建聯營）

## 外部連結
- 保華建業集團有限公司 （页面存档备份，存于）